# Jeffries Point
Jeffries Point är en udde i Sydgeorgien och Sydsandwichöarna (Storbritannien). Den ligger i den sydöstra delen av Sydgeorgien och Sydsandwichöarna.
Terrängen inåt land är kuperad åt nordväst, men norrut är den bergig. Havet är nära Jeffries Point åt sydost.  Det finns inga samhällen i närheten. 